# Сфера

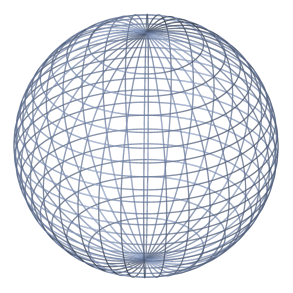
Сфера (каркасная проекция)

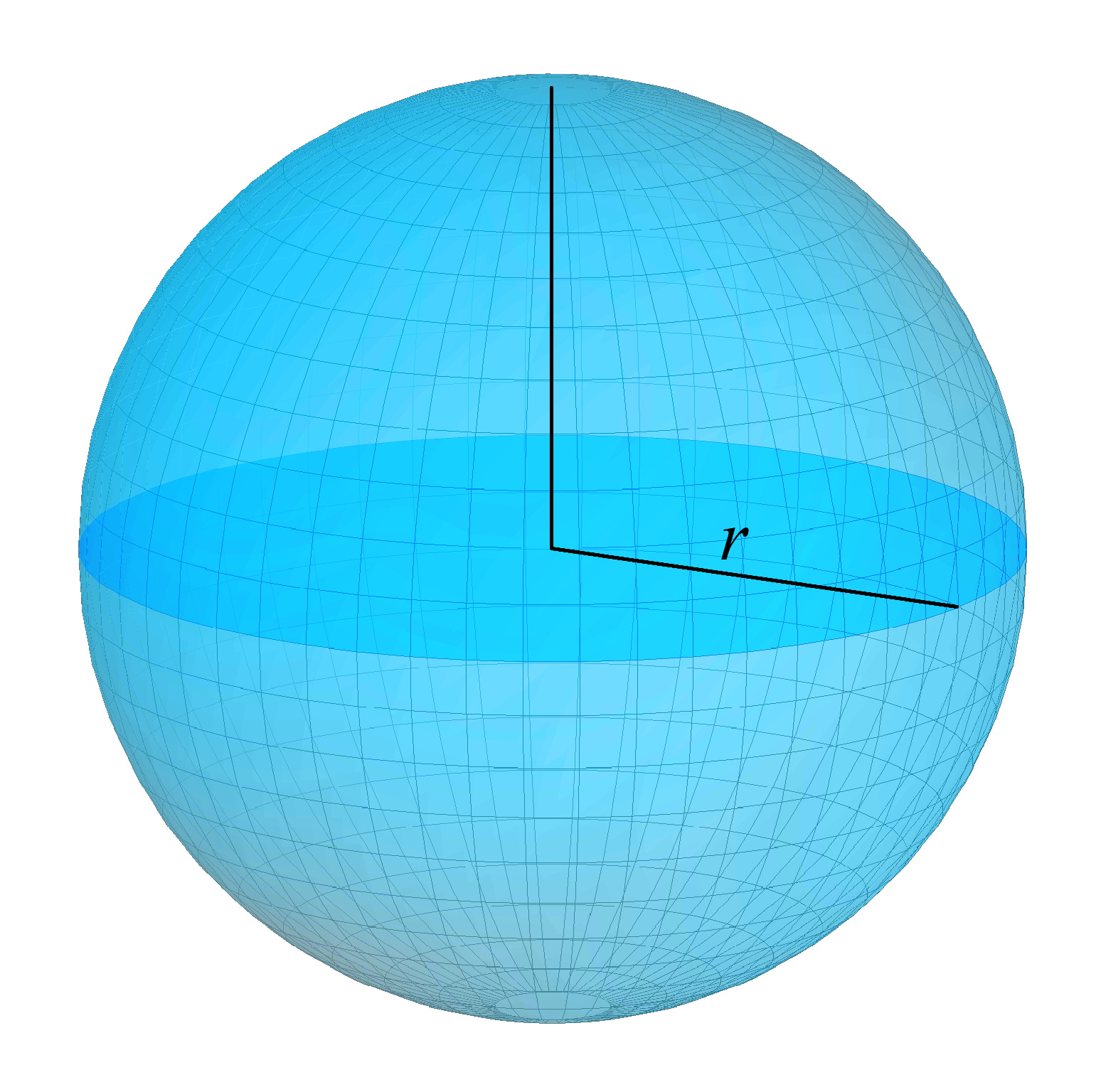
Сфера и её радиус (r) на поверхности шара

Сфе́ра (др.-греч. σφαῖρα «мяч, шар») — фигура, состоящая из всех точек пространства, удалённых от данной точки на данное расстояние.
Данная точка называется «центром сферы». Данное расстояние называется «радиусом сферы». Сфера радиуса 1 называется «единичной сферой». «Радиусом сферы» называется также отрезок, соединяющий центр сферы и какую-нибудь её точку. Радиус в геометрии и математике обозначается как „r“. «Хордой сферы» называется отрезок, соединяющий произвольные две точки этой сферы. «Диаметром сферы» называется прямая, проходящая через центр сферы и соединяющая две точки (на поверхности). Диаметр обозначается как „D“.
Сфера является аналогом окружности, построенным в трёхмерном пространстве.
Сферическая постоянная — величина, характеризующая сферу и её составные части и вспомогательные переменные составляющие (хорда, радиус, центр, диаметр) в пространстве. Вычисляется по формуле.

## Свойства
- Сфера является поверхностью вращения, образованной вращением полуокружности вокруг своего диаметра.
- Сфера является геометрическим местом точек в пространстве, равноудалённых от данной точки.
- Сфера является частным случаем эллипсоида, у которого все три оси (полуоси, радиусы) равны.
- Сфера является поверхностью шара[3].
- Сфера имеет наименьшую площадь из всех поверхностей, ограничивающих данный объём, другими словами — из всех поверхностей с данной площадью сфера ограничивает наибольший объём. Именно из-за минимизации площади поверхности силой поверхностного натяжения маленькие капли воды в невесомости приобретают сферическую форму.

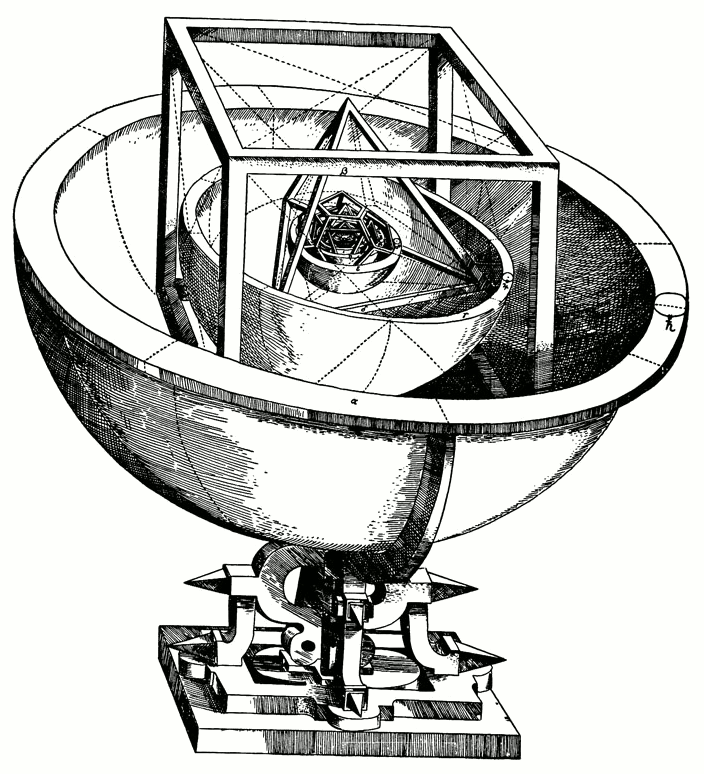
«Кубок Кеплера»: модель Солнечной системы из пяти правильных многогранников и их вписанных и описанных сфер.

## Значение в естествознании
Совершенство сферической формы издавна привлекало внимание мыслителей и учёных, которые с помощью сфер пытались объяснить гармонию окружающего мира. Древнегреческий учёный Пифагор вместе с шарообразной Землёй в центре Вселенной ввёл окружающую Землю удалённую хрустальную сферу, к которой прикреплены звёзды, и семь более близких вращающихся хрустальных сфер, к которым прикреплены Солнце, Луна и пять известных к тому времени планет (исключая Землю). Эта модель впоследствии усложнялась: Евдокс Книдский рассматривал уже 27 подобных сфер, а Аристотель — 55 хрустальных сфер. Представления о вращающихся небесных сферах господствовали по крайней мере до средних веков и даже вошли в гелиоцентрическую систему мира Николая Коперника, который назвал свой основной труд «О вращении небесных сфер» (лат. De revolutionibus orbium coelestium).
Небесные сферы со времён Древней Греции были частью более общей концепции гармонии сфер о музыкально-астрономическом устройстве мира, куда также входило понятие «музыка сфер». Эта концепция также существовала по крайней мере до Средневековья. У одного из известнейших астрономов, Иоганна Кеплера, сфера занимала центральное место во всей его системе религиозно-мистических представлений, он писал: «Образ триединого бога есть сферическая поверхность, а именно: бог-отец в центре, бог-сын — на поверхности и святой дух — в симметричном отношении между центром и описанной вокруг него сферической поверхностью». Одно из первых значительных сочинений Кеплера, «Тайна мироздания» (лат. Mysterium Cosmographicum), было посвящено параметрам небесных сфер. Он считал, что он открыл замечательную связь между правильными многогранниками, которых только пять, и небесными сферами шести известных к тому времени планет (включая Землю), являвшимися, по Кеплеру, описанными и вписанными сферами этих многогранников. Представления о гармонии сфер сыграли большую роль при открытии Кеплером третьего закона движений небесных тел (во всяком случае, могут рассматриваться как стимул к поиску астрономических соотношений). Тем не менее у Кеплера небесные сферы являлись уже чисто математическими объектами, а не физически существующими телами. К тому времени Тихо Браге доказал, что движение комет — в частности, Большой кометы 1577 года — несовместимо с существованием твёрдых небесных сфер. Как удобная математическая модель осталась одна небесная сфера, с помощью которой астрономы по сей день представляют видимые положения звезд и планет.

## Изображение сферы

На рисунке изображена ортогональная проекция сферы, полученная в программе GeoGebra.

Для изображения многогранников используется параллельное проектирование, а для изображения сферы оно не подходит, поскольку не вполне отвечает зрительному восприятию сферических объектов. Дело в том, что параллельная проекция сферы на плоскость представляет собой фигуру, получающаяся растяжением или сжатием окружности в каком-либо направлении и называемую «эллипсом». Ясно, что такое изображение не является наглядным. Такие проекции дают солнечные тени круглых предметов, если Солнце расположено низко над горизонтом.

Ортогональная проекция сферы с экватором, полученная в программе GeoGebra.

Более подходящим проектированием для изображения сферы и других круглых тел является ортогональное проектирование — параллельное проектирование в направлении прямой, перпендикулярной плоскости проектирования (плоскости изображения).

Неправильное изображение полюсов.

Можно доказать, что ортогональной проекцией сферы является круг, радиус которого равен радиусу сферы. Возникает вопрос: почему не окружность? Объясняется это тем, что окружность есть изображение сечения сферы плоскостью, параллельной плоскости проецирования и проходящей через центр сферы; а точки сферы, не принадлежащие плоскости сечения, проектируются в точки, лежащие внутри указанной окружности, поэтому точки сферы проектируются в точки круга того же радиуса. Граница этого круга есть окружность, которая называется «контурной».

Правильное изображение полюсов, полученное в программе GeoGebra.

На рисунке показано изображение сферы с параллелями, меридианами и полюсами, полученное в программе GeoGebra.

Тем не менее такое изображение требованию наглядности удовлетворено не полностью. Для того, чтобы сделать его более наглядным, на сфере выделяют большую окружность (экватор) — сечение сферы плоскостью, проходящей через её центр; а также ось сферы — прямую, проходящую через центр сферы и перпендикулярно плоскости большой окружности. Точки пересечения сферы с её осью называются «полюсами сферы» (различают северный и южный полюса). Другими словами, полюсы — концы диаметра, перпендикулярного плоскости большой окружности. Окружности, лежащие в плоскостях, параллельных плоскости экватора — параллелями, а большие окружности, проходящие через полюсы — меридианами.

## Сфера в трёхмерном пространстве
Уравнение сферы в прямоугольной системе координат:
{\displaystyle (x-x_{0})^{2}+(y-y_{0})^{2}+(z-z_{0})^{2}=R^{2},}
где {\displaystyle (x_{0},y_{0},z_{0})} — координаты центра сферы, {\displaystyle R} — её радиус.
Параметрическое уравнение сферы с центром в точке {\displaystyle (x_{0},y_{0},z_{0})}:
{\displaystyle {\begin{cases}x=x_{0}+R\cdot \sin \theta \cdot \cos \phi ,\\y=y_{0}+R\cdot \sin \theta \cdot \sin \phi ,\\z=z_{0}+R\cdot \cos \theta ,\\\end{cases}}}
где {\displaystyle \theta \in [0,\pi ]} и {\displaystyle \phi \in [0,2\pi ).}
Гауссова кривизна сферы постоянна и равна 1/R².

### Координаты сферы, проходящей через заданные точки
Через четыре точки пространства {\displaystyle M_{1}(x_{1},y_{1},z_{1})\,;\,M_{2}(x_{2},y_{2},z_{2})\,;\,M_{3}(x_{3},y_{3},z_{3})\,;\,M_{4}(x_{4},y_{4},z_{4})\,} может проходить единственная сфера с центром
{\displaystyle x_{0}={\frac {1}{2}}\cdot {\frac {A_{x}-B_{x}+C_{x}-D_{x}}{U+V+W}}}
{\displaystyle y_{0}={\frac {1}{2}}\cdot {\frac {A_{y}-B_{y}+C_{y}-D_{y}}{U+V+W}}}
{\displaystyle z_{0}={\frac {1}{2}}\cdot {\frac {A_{z}-B_{z}+C_{z}-D_{z}}{U+V+W}}}
где:
{\displaystyle U=(z_{1}-z_{2})(x_{3}y_{4}-x_{4}y_{3})-(z_{2}-z_{3})(x_{4}y_{1}-x_{1}y_{4})}
{\displaystyle V=(z_{3}-z_{4})(x_{1}y_{2}-x_{2}y_{1})-(z_{4}-z_{1})(x_{2}y_{3}-x_{3}y_{2})}
{\displaystyle W=(z_{1}-z_{3})(x_{4}y_{2}-x_{2}y_{4})-(z_{2}-z_{4})(x_{1}y_{3}-x_{3}y_{1})}
{\displaystyle A_{x}=(x_{1}^{2}+y_{1}^{2}+z_{1}^{2})[y_{2}(z_{3}-z_{4})+y_{3}(z_{4}-z_{2})+y_{4}(z_{2}-z_{3})]}
{\displaystyle B_{x}=(x_{2}^{2}+y_{2}^{2}+z_{2}^{2})[y_{3}(z_{4}-z_{1})+y_{4}(z_{1}-z_{3})+y_{1}(z_{3}-z_{4})]}
{\displaystyle C_{x}=(x_{3}^{2}+y_{3}^{2}+z_{3}^{2})[y_{4}(z_{1}-z_{2})+y_{1}(z_{2}-z_{4})+y_{2}(z_{4}-z_{1})]}
{\displaystyle D_{x}=(x_{4}^{2}+y_{4}^{2}+z_{4}^{2})[y_{1}(z_{2}-z_{3})+y_{2}(z_{3}-z_{1})+y_{3}(z_{1}-z_{2})]}
{\displaystyle A_{y}=(x_{1}^{2}+y_{1}^{2}+z_{1}^{2})[z_{2}(x_{3}-x_{4})+z_{3}(x_{4}-x_{2})+z_{4}(x_{2}-x_{3})]}
{\displaystyle B_{y}=(x_{2}^{2}+y_{2}^{2}+z_{2}^{2})[z_{3}(x_{4}-x_{1})+z_{4}(x_{1}-x_{3})+z_{1}(x_{3}-x_{4})]}
{\displaystyle C_{y}=(x_{3}^{2}+y_{3}^{2}+z_{3}^{2})[z_{4}(x_{1}-x_{2})+z_{1}(x_{2}-x_{4})+z_{2}(x_{4}-x_{1})]}
{\displaystyle D_{y}=(x_{4}^{2}+y_{4}^{2}+z_{4}^{2})[z_{1}(x_{2}-x_{3})+z_{2}(x_{3}-x_{1})+z_{3}(x_{1}-x_{2})]}
{\displaystyle A_{z}=(x_{1}^{2}+y_{1}^{2}+z_{1}^{2})[x_{2}(y_{3}-y_{4})+x_{3}(y_{4}-y_{2})+x_{4}(y_{2}-y_{3})]}
{\displaystyle B_{z}=(x_{2}^{2}+y_{2}^{2}+z_{2}^{2})[x_{3}(y_{4}-y_{1})+x_{4}(y_{1}-y_{3})+x_{1}(y_{3}-y_{4})]}
{\displaystyle C_{z}=(x_{3}^{2}+y_{3}^{2}+z_{3}^{2})[x_{4}(y_{1}-y_{2})+x_{1}(y_{2}-y_{4})+x_{2}(y_{4}-y_{1})]}
{\displaystyle D_{z}=(x_{4}^{2}+y_{4}^{2}+z_{4}^{2})[x_{1}(y_{2}-y_{3})+x_{2}(y_{3}-y_{1})+x_{3}(y_{1}-y_{2})]}
Радиус данной сферы:
{\displaystyle R={\sqrt {(x_{1}-x_{0})^{2}+(y_{1}-y_{0})^{2}+(z_{1}-z_{0})^{2}}}}

### Основные геометрические формулы
Площадь поверхности сферы
{\displaystyle S=4\pi r^{2}=\pi d^{2}}
Полный телесный угол сферы
{\displaystyle \Omega =4\pi } стерадиан {\displaystyle \approx 41253} кв. градусов.
Объём шара, ограниченного сферой
{\displaystyle V={\frac {4}{3}}\pi r^{3}={\frac {\pi }{6}}d^{3}.}
Площадь сегмента сферы высоты {\displaystyle H}
{\displaystyle S=2\pi rH}.

## Геометрия на сфере
Окружность, лежащая на сфере, плоскость которой проходит через центр сферы, называется «большим кругом (большой окружностью)» сферы. Большие окружности являются геодезическими линиями на сфере; любые две из них пересекаются в двух точках. Иными словами, большие круги сферы являются аналогами прямых на плоскости, расстояние между точками на сфере — длина дуги проходящего через них большого круга. Углу же между прямыми на плоскости соответствует двугранный угол между плоскостями больших кругов. Многие теоремы геометрии на плоскости справедливы и в сферической геометрии, существуют аналоги теоремы синусов, теоремы косинусов для сферических треугольников. В то же время, существует немало отличий, например, в сферическом треугольнике сумма углов всегда больше 180 градусов, к трём признакам равенства треугольников добавляется их равенство по трём углам, у сферического треугольника может быть два и даже три прямых угла — например, у сферического треугольника, образованного экватором и меридианами 0° и 90°.

### Расстояние между двумя точками на сфере
Если даны сферические координаты двух точек, то расстояние между ними можно найти так:
{\displaystyle L=R\cdot \arccos(\cos \theta _{1}\cdot \cos \theta _{2}+\sin \theta _{1}\cdot \sin \theta _{2}\cdot \cos(\phi _{1}-\phi _{2})).}
Однако, если угол {\displaystyle \theta } задан не между осью Z и вектором на точку сферы, а между этим вектором и плоскостью XY (как это принято в земных координатах, заданных широтой и долготой), то формула будет такая:
{\displaystyle L=R\cdot \arccos(\sin \theta _{1}\cdot \sin \theta _{2}+\cos \theta _{1}\cdot \cos \theta _{2}\cdot \cos(\phi _{1}-\phi _{2})).}
В этом случае {\displaystyle \theta _{1}} и {\displaystyle \theta _{2}} называются широтами, а {\displaystyle \phi _{1}} и {\displaystyle \phi _{2}} долготами.

## n-мерная сфера
В общем случае уравнение (n−1)-мерной сферы (в n-мерном евклидовом пространстве) имеет вид:
{\displaystyle \sum _{i=1}^{n}(x_{i}-a_{i})^{2}=r^{2},}
где {\displaystyle (a_{1},...,a_{n})} — центр сферы, а {\displaystyle r} — радиус.
Пересечением двух n-мерных сфер является (n−1)-мерная сфера, лежащая на радикальной гиперплоскости этих сфер.
В n-мерном пространстве могут попарно касаться друг друга (в разных точках) не более n+1 сфер.
n-мерная инверсия переводит (n−1)-мерную сферу в (n−1)-мерную сферу или гиперплоскость.
С трёхмерной сферой связана одна из задач тысячелетия — гипотеза Пуанкаре, в которой утверждается, что всякое односвязное компактное трёхмерное многообразие без края гомеоморфно такой сфере. Эта гипотеза была доказана Г. Я. Перельманом в начале 2000-х годов на основе результатов Ричарда Гамильтона.